# Gornje Viljevo
Gornje Viljevo falu Horvátországban Verőce-Drávamente megyében. Közigazgatásilag Újbakócához tartozik.

## Fekvése
Verőcétől légvonalban 35, közúton 41 km-re délkeletre, községközpontjától légvonalban 4, közúton 7 km-re északkeletre, Nyugat-Szlavóniában, a Drávamenti-síkságon, a Papuk-hegység előterében, Medinci és Alsóbakóca között fekszik.

## Története
A település a 16. század végén, vagy a 17. század elején keletkezett pravoszláv vlachok betelepítésével, akik a török uralom idején a környező földeket művelték meg. A térség 1684-ben szabadult fel a török uralom alól, de a lakosság részben helyben maradt.
Az első katonai felmérés térképén „Dorf Villievo” néven találjuk. Lipszky János 1808-ban Budán kiadott repertóriumában „Viljevo” néven szerepel. Nagy Lajos 1829-ben kiadott művében „Viljevo” néven 36 házzal, 212 lakossal találjuk.
1857-ben 194, 1910-ben 309 lakosa volt. 1910-ben a népszámlálás adatai szerint lakosságának 69%-a szerb, 24%-a horvát, 5%-a magyar anyanyelvű volt. Verőce vármegye Szalatnoki járásának része volt. Az első világháború után 1918-ban az új szerb-horvát-szlovén állam, majd később (1929-ben) Jugoszlávia része lett. Az 1960-as évektől fogva a fiatalok elvándorlása miatt a lakosság száma folyamatosan csökken. 1991-ben lakosságának 52%-a szerb, 42%-a horvát nemzetiségű volt. 2011-ben 31 lakosa volt.

## Lakossága
| Lakosság változása | Lakosság változása | Lakosság változása | Lakosság változása | Lakosság változása | Lakosság változása | Lakosság változása | Lakosság változása | Lakosság változása | Lakosság változása | Lakosság változása | Lakosság változása | Lakosság változása | Lakosság változása | Lakosság változása | Lakosság változása |
| ------------------ | ------------------ | ------------------ | ------------------ | ------------------ | ------------------ | ------------------ | ------------------ | ------------------ | ------------------ | ------------------ | ------------------ | ------------------ | ------------------ | ------------------ | ------------------ |
| 1857               | 1869               | 1880               | 1890               | 1900               | 1910               | 1921               | 1931               | 1948               | 1953               | 1961               | 1971               | 1981               | 1991               | 2001               | 2011               |
| 194                | 245                | 221                | 646                | 286                | 309                | 281                | 298                | 253                | 279                | 261                | 167                | 119                | 69                 | 53                 | 31                 |

## Nevezetességei
Keresztelő Szent János tiszteletére szentelt pravoszláv harangtornyát 1930-ban építették.